# IRIS Hogeschool Brussel
De IRIS Hogeschool Brussel was een Nederlandstalige hogeschool in Brussel die in 2002 fusioneerde met de Economische Hogeschool Sint-Aloysius (EHSAL) en de Katholieke Hogeschool Brussel tot de Europese Hogeschool Brussel. In 2014 kwam de integratie in Odisee. In het laatste academiejaar 2001-2002 had de hogeschool 678 studenten en was daarmee de kleinste in Brussel.

## Opleidingsaanbod
Op drie campussen (Nieuwland, Parnas & Sociale Hogeschool) werden opleidingen aangeboden over 3 studiegebieden:

### Onderwijs
- Professionele Bachelor in het Onderwijs: Secundair Onderwijs

Algemene Vakken (Campus Nieuwland)
Plastische Opvoeding (Campus Nieuwland)
Lichamelijke Opvoeding (Campus Parnas)

### Gezondheidszorg
- Professionele Bachelor in de Verpleegkunde (Campus Nieuwland)
- Professionele Bachelor in de Medische beeldvorming (Campus Nieuwland)
- Professionele Bachelor in de Ergotherapie (Campus Nieuwland)
- Professionele Bachelor in de Optiek en de Optometrie (Campus Nieuwland)

### Sociaal-agogisch Werk
- Professionele Bachelor in de  Orthopedagogie (Campus Parnas)
- Professionele Bachelor in het Sociaal Werk (Campus Sociale Hogeschool)

Haute École Francisco Ferrer · Haute École Galilée · Haute École Paul-Henri Spaak · Haute École Lucia de Brouckère · Haute École Libre de Bruxelles Ilya Prigogine · Haute École ICHEC - ECAM - ISFSC · Institut des Hautes Études des Communications Sociales (IHECS) · Haute École de Bruxelles (HEB) · École pratique des hautes études commerciales · Haute École Léonard de Vinci · Haute École de la Province de Liège (HEPL) · Haute École de la Ville de Liège · Haute École Libre Mosane (HELMo) · Haute École Charlemagne (HECh) · Haute École de Namur-Liège-Luxembourg · Haute École de la Province de Namur (Namur) · Haute École Albert Jacquard · Haute École en Hainaut · Haute École Louvain en Hainaut · Haute École provinciale de Hainaut Condorcet · Haute École Robert Shuman